# Paul Steimer
Paul Steimer (* 22. Januar 1883 in Steele; † 25. Januar 1943 in Würzburg) war ein deutscher Jurist und nationalsozialistischer Generalstaatsanwalt am  deutschen Oberlandesgericht Kattowitz, nachdem 1941 Katowice völkerrechtswidrig zur Hauptstadt des deutschen Gaus Oberschlesien während der Deutschen Besetzung Polens 1939–1945 gemacht worden war.

## Leben
Nach der Zweiten Juristischen Staatsprüfung 1914 nahm Steimer am Ersten Weltkrieg zunächst als Frontkämpfer und dann als Oberleutnant der Reserve teil. Er wurde mit dem Eisernern Kreuz II. Klasse und dem Verwundetenabzeichen ausgezeichnet. 1920 trat er in den Dienst der Staatsanwaltschaft ein und wurde 1921 zum Staatsanwaltschaftsrat in Kassel ernannt. Von 1923 bis 1933 war er bei den  Strafvollzugsanstalten in Naumburg (Saale) und Kassel als Justizrat tätig.
Am 1. Mai 1933 trat er in die NSDAP ein.
Im Juni 1933 wurde er zum Oberstaatsanwalt in Neuwied ernannt. Vorübergehend war er in Greifswald beschäftigt. Anschließend war er viele Jahre als Oberstaatsanwalt bei einem Sondergericht in Düsseldorf tätig. Er war dort sogar Leiter der Anklagebehörde.
Am 3. Juni 1941 wurde er zum Generalstaatsanwalt am Oberlandesgericht Kattowitz ernannt, das erst im April 1941 neu eingerichtet worden war. In einem namentlich nicht gekennzeichneten Nachruf, der in der Zeitschrift Deutsche Justiz (Herausgeber: Reichsminister der Justiz Otto Thierack) am 29. Oktober 1943 erschien, ist zu dieser letzten Tätigkeit Steimers zu lesen:
Dr. Steimer war ein anerkannter Fachmann auf dem Gebiet des Strafvollzugswesens und hat sich auch bei dem Aufbau der Staatsanwaltschaft des neugegründeten Oberlandesgerichtes Kattowitz besondere Verdienste erworben, vor allem bei der Organisation des Vollzugswesens und der Gefangenenarbeitsbetriebe in der Umstellung auf Kriegszwecke.
Es gehörten folgende sieben Haftstätten zum Vollzugswesen in Kattowitz, das Steimer organisiert hatte und in denen Gefangene Zwangsarbeit leisten mussten: Das “Polenlager Kattowitz-Eichenau” (auch: “Katowice 15”), das “Polenlager Kattowitz-Idaweiche”, ein “Schweres NS-Gefängnis Kattowitz”, “Zwangsarbeitslager für Juden Kattowitz”, “Zwangsarbeitslager für Juden Kattowitz-‘Franzosenstraße’”, “Zwangsarbeitslager für Juden Kattowitz-Idaweiche”, “Zwangsarbeitslager für Juden Schoppinitz”. Diese und andere Haftstätten des nationalsozialistischen Staates sind im  Haftstättenverzeichnis der Stiftung „Erinnerung, Verantwortung und Zukunft“ aufgeführt, das 2010 vom Bundesarchiv (Deutschland) übernommen worden ist und vom Bundesarchiv über ein datenbankgestütztes Internetverzeichnis zugänglich gemacht wird. Grundlage dieser  nationalsozialistischen Unrechtspraxis war die Polenstrafrechtsverordnung vom 4. Dezember 1941.
Am 18. Juni 1942 schlug Steimer als Generalstaatsanwalt dem kommissarischen  Reichsjustizminister Franz Schlegelberger in einem Brief mit dem Betreff „Strafvollstreckung gegen jüdische Gefangene“ eine Regelung zur „Aussetzung des Verfahrens“ auf Antrag des Leiters der Staatspolizei vor. Alexandra Przyrembel zufolge bedeutete „diese Regelung eine Vorwegnahme der erst ein Jahr später erlassenen 13. Verordnung zum Reichsbürgergesetz, mit der die Strafverfolgung jüdischer ‹Delinquenten› der Polizei übertragen wurde.“
Neben seiner Tätigkeit als Generalstaatsanwalt für den nationalsozialistischen Staat war Steimer für die NSDAP im Rahmen des Nationalsozialistischen Rechtswahrerbundes Hans Franks im Gau Oberschlesien als Bezirksgruppenwalter der Staatsanwälte tätig.
Am 25. Januar 1943 ist er an den Folgen einer Gallenblasenoperation in Würzburg verstorben.